# Авшаломов, Аарон
Ааро́н Авшало́мов (при рождении Арон Аширович Авшалумов; 11 ноября 1894, Николаевск Приморской области — 26 апреля 1965, Нью-Йорк) — российский, китайский и американский композитор. Отец композитора Якова Авшаломова.

## Биография
Родился в еврейской купеческой семье — его дед Моношир Авшалумович Авшалумов переселился с детьми на Дальний Восток с Кавказа в 1870-е годы. Был отправлен своим отцом Аширом Моношировичем Авшалумовым в Цюрих для учёбы на медицинском факультете, но предпочёл посещать занятия в музыкальной школе Штерна Цюрихской консерватории. Вернулся домой в Хабаровск и с началом революционных событий в России был направлен родственниками в Сан-Франциско, там женился, однако в 1918 году осел в Пекине, где открыл книжный магазин. В 1925—1929 годах композитор находился в Америке, затем вернулся в Китай, на этот раз поселившись в Шанхае и посвятив себя профессиональной композиторской карьере.
За исключением кратковременного обучения в Цюрихе, Авшаломов изучил композицию самостоятельно. Китайская музыка произвела на него очень сильное впечатление, и он пытался адаптировать её ритмы и гармонии к возможностям западного оркестра. В то же время он в полной мере использовал весь спектр китайских ударных инструментов, тем самым придавая особый окрас пентатоническому ладу и обогащая его интересными аккордовыми гармониями. Под знаком такого синтеза культур находятся оперы Авшаломова «Куань Инь» (1925), «Сумеречные часы Ян-гуйфэй» (1933), «Великая стена» (1941, поставлена 1945), «Сон Вэй Линь». Авшаломову принадлежат также четыре симфонии, фортепианный, флейтовый, скрипичный концерты и др. Помимо китайской, начиная с 1940 года, Авшаломов включал в свои композиции элементы традиционной индийской музыки и писал музыку на еврейские литургические мотивы (cf. «Four Biblical Tableaux», 1928).
В годы японской оккупации композитор вместе со своей второй женой Татьяной Авшаломовой находился под домашним арестом, затем жил в шанхайском гетто и на протяжении трёх лет был дирижёром Шанхайского симфонического оркестра. В 1947 году перебрался в США, жил в Лос-Анджелесе и Нью-Йорке.
Усилиями сына Авшаломова в 1990-е гг. начало происходить воскрешение музыки Авшаломова-старшего для внимания публики; несколько дисков с его сочинениями записал, в частности, Московский симфонический оркестр.